# Олкок, Джон Форстер
Джон Фо́рстер О́лкок (англ. John Forster Alcock; 14 апреля 1841 — 13 марта 1910) — футболист, один из организаторов Футбольной ассоциации Англии.

## Биография
Джон Олкок родился в городе Сандерленд в 1841 году, в семье Чарльза Олкока (1807—1881) — судовладельца и судового брокера, и Элизабет Форстер (1825—1891), Он был старшим из 9 детей семьи Олкоков, проживавшей на улице Норфолк (имевшей также другое название — Солнечная) в Сандерленде. В 1861 году семья переехала в Чингфорд, пригород Лондона, впоследствии ставшем частью Эссекса. Образование он получил в Школе Хэрроу. В возрасте восемнадцати лет Дж. Олкок стал выступать за футбольный клуб «Форест» (впоследствии «Уондерерс»), который создал в 1859 году вместе со своим младшим братом Чарльзом.
Джон Олкок менее известен, чем его брат Чарльз, но именно он представлял «Форест Клаб» на организационном собрании Футбольной ассоциации Англии 26 октября 1863 года. Джон Ф. Олкок был членом комитета ФА вплоть до 1866 года, когда на его место был избран Чарльз Уильям Олкок.
Джон Ф. Олкок умер в 1910 году в возрасте 69 лет в Беркхемстеде.

## Семья
Дж. Олкок был женат на Катерине Р. Роуз (1848—1891) в период с 1867 по 1874 год, после чего развелся и женился на Августине Л. Уайт (1867—1956) в 1886 году. Их семья состояла из трех детей: Фрэнка Олкока (1887—1888), Августины Теодоры Олкок (1888 г. рождения) и Джона Ф. Олкока (младшего) (1896—1977).